# Paradoris erythraeensis
Paradoris erythraeensis is een slakkensoort uit de familie van de Discodorididae. De wetenschappelijke naam van de soort is voor het eerst geldig gepubliceerd in 1912 door Vayssière.